# Opisthoncus albiventris
Opisthoncus albiventris là một loài nhện trong họ Salticidae.
Loài này thuộc chi Opisthoncus. Opisthoncus albiventris được Ludwig Carl Christian Koch miêu tả năm 1881.